# Graslilien
Die Graslilien (Anthericum) sind eine Pflanzengattung aus der Unterfamilie Agavoideae der Spargelgewächse.

## Beschreibung
Graslilien sind ausdauernde Pflanzen mit kurzem Rhizom und etwas fleischigen Wurzeln. Die mitteleuropäischen Arten sind unbehaart. Ihre Stängel tragen am Grunde häutige, spreitenlose Niederblätter und einen dunklen Faserschopf. Die in einer grundständigen Rosette angeordneten Laubblätter sind grasähnlich, flach oder rinnig und allmählich zugespitzt. Sie besitzen eine dünnhäutige Scheide.
Die Blüten stehen in endständigen traubigen oder rispigen Blütenständen zusammen. Die sechs Blütenhüllblätter sind frei, radiär, drei- bis siebennervig, weiß, zur Blütezeit weit abstehend und bleibend. Es sind sechs Staubblätter vorhanden, drei längere und drei kürzere, alle sind kürzer als die Blütenhülle. Es ist nur ein Griffel vorhanden mit einer kurzen und stumpfen Narbe.
Die dreifächrige Kapselfrucht enthält zwei bis acht Samen je Fach.

## Verbreitung
Die Gattung umfasst bei weiter Fassung der Gattung ca. 65 Arten, die hauptsächlich in den Tropen verbreitet sind. Mit 17 Arten besitzt sie ihre Hauptverbreitung im südlichen Afrika. Einige Arten kommen auch in Mexiko und Südamerika vor. Bei enger Fassung gehören hierher nur 7 Arten und eine Hybride.

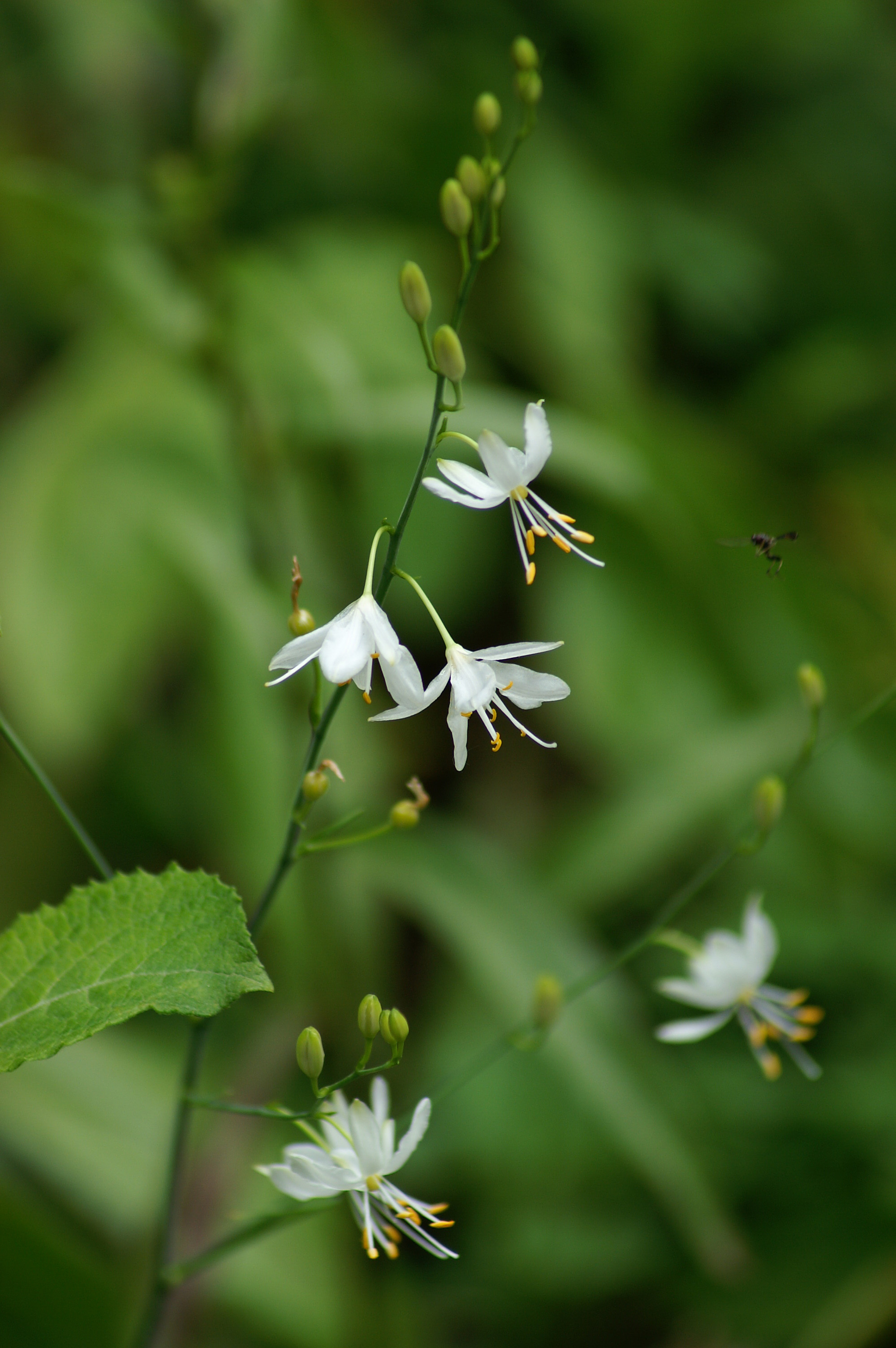
Ästige Graslilie (Anthericum ramosum)

## Systematik
In Deutschland gibt es zwei Arten:
- Rispige Graslilie oder Ästige Graslilie (Anthericum ramosum L.) – Perigonblätter etwa so lang wie die Staubblätter
- Traubige Graslilie (Anthericum liliago L.) – Perigonblätter etwa doppelt so lang wie die Staubblätter.

Die restlichen Arten sind:
- Anthericum angustifolium Hochst. ex Rich.: Sie kommt in Ostafrika (Äthiopien, Eritrea, Kenia, Uganda) vor.[1]
- Anthericum baeticum (Boiss.) Boiss.: Sie kommt in Marokko, in Westsahara, Algerien, Tunesien und im südlichen Spanien vor.[1]
- Anthericum corymbosum Baker: Sie kommt in Äthiopien, Somalia, Kenia, Tansania und im Jemen vor.[1]
- Anthericum jamesii Baker: Sie kommt im östlichen Äthiopien, in Somalia und im nördlichen Kenia vor.[1]
- Anthericum maurum Rothm.: Sie kommt im nördlichen Marokko und im südlichen Spanien vor.[1]
- Anthericum neghellense (Cufod.) Bjorå & Sebsebe (Syn.: Chlorophytum neghellense Cufod., Chlorophytum gallarum Poelln., Chlorophytum ellenbeckii Poelln.): Sie kommt im südlichen Äthiopien vor. Sie wurde 2008 neu in die Gattung Anthericum gestellt.[1]

Dazu kommt die Hybride:
- Anthericum × confusum Domin   =  Anthericum liliago x Anthericum ramosum. Sie kommt in Tschechien vor.[1]